# 远东苇莺
远东苇莺（学名：Acrocephalus tangorum），是雀形目苇莺科的一种鸟类。它曾被歸入「舊世界鶯」的類群，通常（有時至今仍）被視為稻田葦鶯 （A. agricola） 的亞種。

## 特征
远东苇莺体重约8克，翼长约53.5毫米，嘴峰长约14.5毫米，喙宽度约3.6毫米，喙厚度约2.8毫米，跗蹠长约21.6毫米，尾长约53.2毫米。远东苇莺是候鸟，其栖息在半开放的湖泊、沼泽等湿地环境中，食性为肉食性，主要食物来源是陆生无脊椎动物。

## 分布
牠分布於柬埔寨、中國東北地區、香港、南韓、老撾、俄羅斯、泰國、越南、馬來西亞及可能的緬甸。越冬于华南和泰国。
牠的天然棲地是沼澤。牠正受到棲地喪失的威脅。